# Bombardamento di Pisa
Il bombardamento di Pisa avvenne il 31 agosto 1943 durante la seconda guerra mondiale: la città di Pisa fu bombardata da velivoli Boeing B-17 della United States Army Air Forces, riportando gravi danni al centro abitato e alle infrastrutture ferroviarie nonché un numero di morti tra la popolazione civile stimato tra 982 e 2.500 vittime.

## L'inizio dei bombardamenti americani
Durante la seconda guerra mondiale, a partire dall'aprile 1943, gli Stati Uniti iniziarono a bombardare alcune città del Centro Italia con lo scopo di colpire zone strategiche per indebolire il nemico e terrorizzare la popolazione, per indurre il Paese alla resa.
Il 26 aprile venne bombardata Grosseto, poi fu la volta di Civitavecchia il 14 maggio; dopo quattordici giorni seguì Livorno, il primo giugno Foggia, Augusta, Pantelleria e Cagliari, il 19 luglio toccò a Roma ed il 24 luglio fu la volta di Bologna.
Il 25 luglio 1943, il Gran Consiglio del Fascismo dichiarò la sua sfiducia a Mussolini, il regime cadde e il governo fu affidato a Pietro Badoglio che avviò subito delle trattative con gli Stati Uniti per arrivare a un armistizio firmato poi il 2 settembre 1943. Il 31 agosto 1943, alle ore 13:01, però, gli Alleati bombardarono la città di Pisa.

## La scelta
L'attacco allo scalo ferroviario di Pisa faceva parte di una serie di attacchi sui nodi di comunicazione ferroviari italiani per ostacolare il flusso di rifornimenti verso il meridione della penisola. La stazione, a doppio binario e elettrificata, era ritenuta capace di gestire fino a 96 treni al giorno. Era molto importante anche l'officina di riparazioni ferroviarie, con capacità da 150 a 150 locomotive.
Pisa era una città molto importante dal momento che era direttamente collegata al mare dal canale dei Navicelli che univa l'Arno con la parte sud della città e proseguiva fino al porto di Livorno. Inoltre nella zona industriale di Porta a Mare era concentrata la produzione bellica e nella zona di San Giusto l'aeroporto costituiva un ottimo punto di appoggio per l'aviazione militare italiana. Pisa era anche uno snodo ferroviario di primaria importanza grazie all'intersezione tra la linea Torino-Genova-Roma-Napoli e la Pisa-Firenze, e quindi era un crocevia di uomini, truppe e materiali bellici.

## La tecnica del bombardamento

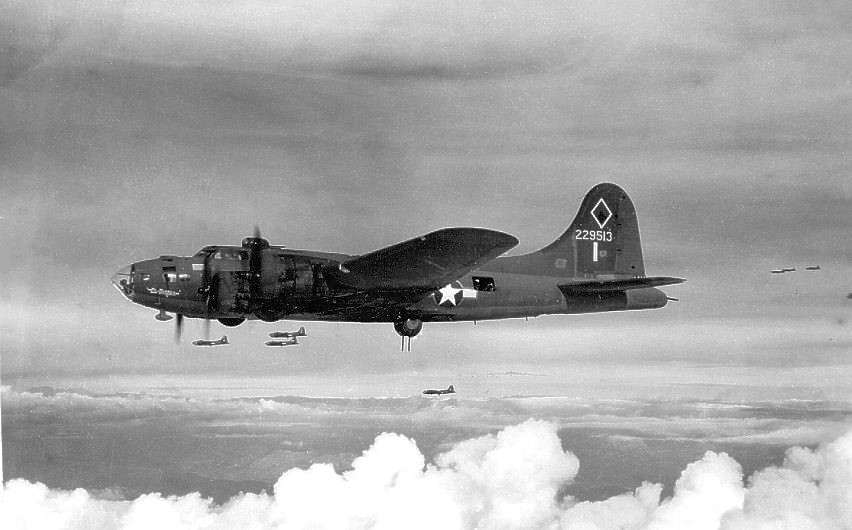
Boeing B-17

Per questa operazione furono impiegati i velivoli Boeing B-17, le cosiddette "fortezze volanti" (Flying Fortresses), quadrimotori in alluminio dal peso a vuoto di 14 tonnellate che potevano divenire, a pieno carico, 27 tonnellate.

## Protezione dai bombardamenti
Nell'estate del 1943 la popolazione pisana non era sufficientemente protetta dal momento che la città contava ancora 40.000 abitanti nella zona urbana. Questo perché il Ministero degli Interni si attivò per la protezione delle città italiane e della città di Pisa solamente alla fine del 1942, quando l'Italia aveva già subito quasi 150 allarmi antiaerei.
Una lettera inviata all'UNPA dal Prefetto di Pisa ordinava di organizzare con la massima urgenza ricoveri antiaerei secondo alcuni requisiti, ma molte precauzioni prescritte non furono rispettate. Nei primi mesi del 1943, Pisa disponeva complessivamente di 6656 posti di rifugio, una cifra che copriva solo il 17% della popolazione e pochi mesi dopo la cifra arrivò al 25%. Quando Pisa fu bombardata, c’erano posti di ricovero disponibili solamente per un quarto della popolazione.

## L’attacco

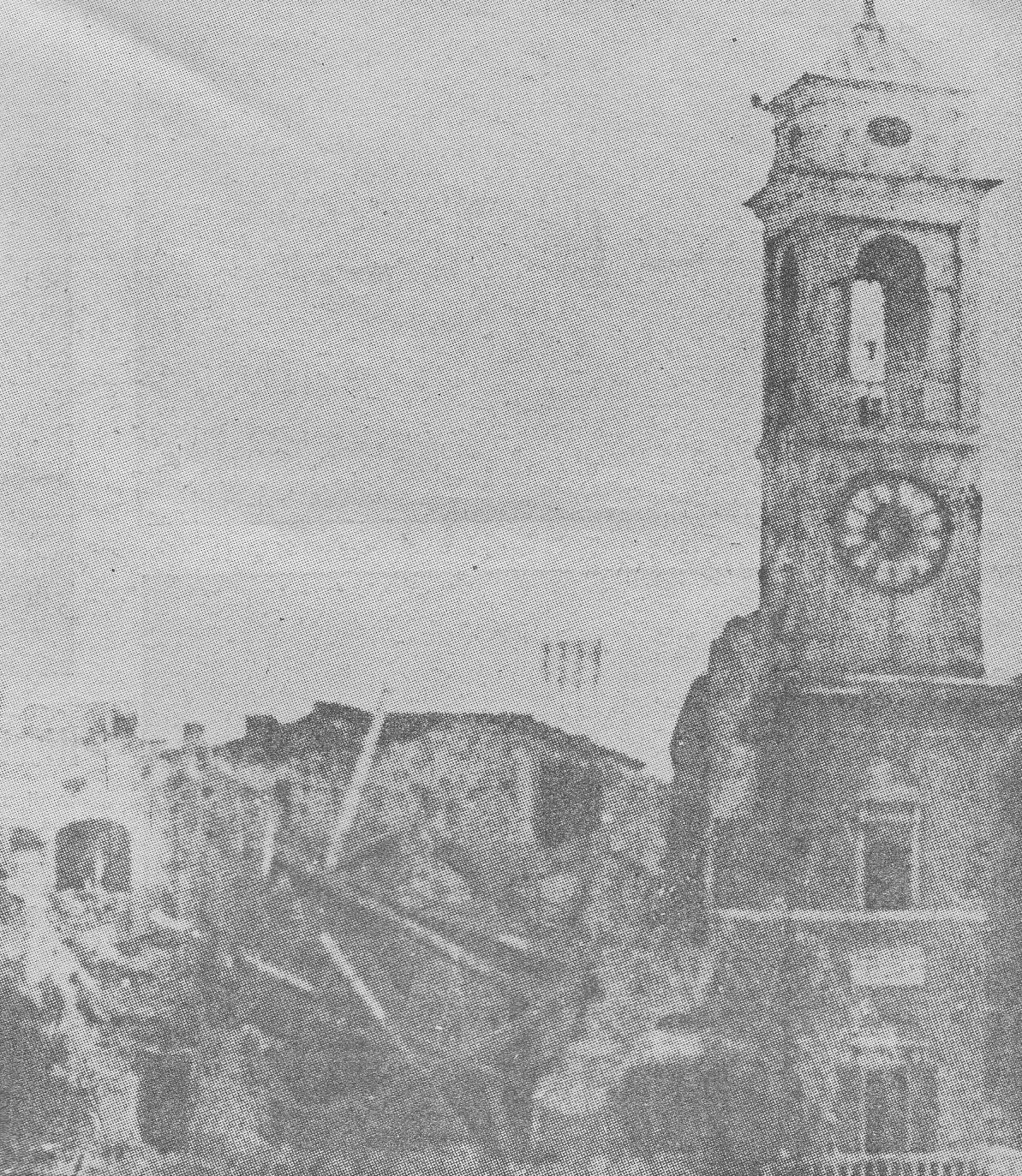
Palazzo Pretorio

La mattina del 31 agosto 1943, 152 apparecchi statunitensi decollarono senza scorta di caccia dalle basi in Tunisia alla volta di Pisa, un obiettivo molto più a nord di quelli colpiti durante le settimane precedenti. Intorno alle ore 12:00 iniziarono a suonare le sirene dell'Unione nazionale protezione antiaerea ma molti cittadini, che si trovavano a pranzo, pensarono all'ennesimo falso allarme.
Il bombardamento avvenne fra le 13:00 e le 13:07, da quote comprese fra 5.500 e 7.200 metri. Due gruppi di bombardieri avevano quale obiettivo lo scalo ferroviario. Due l'area industriale. Vennero sganciate bombe da 500 libbre (227 kg).
Alle ore 13:01, il primo gruppo di bombardieri giunse in prossimità della città ed iniziò a sganciare le prime bombe sulla centrale elettrica di Porta a Mare. Sulla fabbrica della Saint Gobain caddero 367 bombe che provocarono 56 morti tra gli operai, quasi tutti rimasti uccisi durante la pausa pranzo.
Le fabbriche aeronautiche Piaggio subirono pesanti danni, così come lo scalo ferroviario, ma un considerevole numero di bombe cadde nell'area abitata a nord degli impianti ferroviari. Alcune bombe caddero sull'aeroporto di San Giusto.
Le batterie tedesche da 88 e quelle italiane da 90 replicarono all'attacco, mentre dal campo di Arena Metato si alzò la caccia italiana con alcuni Macchi M.C.200. I bombardieri americani, che incontrarono circa 25/28 caccia nemici non molto aggressivi, non subirono perdite. Gli aviatori americani rivendicarono sei vittorie, ma il numero non è confermato.

## Le conseguenze
In circa 7 minuti Pisa fu colpita da 1.100 ordigni per un totale di oltre 400 tonnellate di esplosivo. Ci furono 952 vittime con un migliaio di feriti. Furono colpite 2.500 case, la stazione fu rasa al suolo ed il quartiere di Porta a Mare fu polverizzato. Furono gravemente danneggiate anche le chiese di Sant'Antonio, San Paolo a Ripa d'Arno, il monastero delle Benedettine e la cappella di Sant’Agata.